# Guinée aux Jeux olympiques d'été de 1980
La Guinée a participé aux Jeux olympiques d'été de 1980 à Moscou, en Union des République Socialiste Soviétique.

La nation est revenue aux Jeux Olympiques après avoir raté les Jeux de 1972 à Munich et 1976 à Montréal.

## Résultats par événement

### Athlétisme
100 mètres hommes
- Paul Haba

- - Heat — 11.19 (→ n'a pas avancé)

200 mètres hommes
- Paul Haba

- - Heat — 22,70 (→ n'a pas avancé)

400 mètres hommes
- Mohamed Diakité

- - Heat — 49,59 (→ n'a pas avancé)

800 mètres hommes
- Sékou Camara

- - Heat — 1:58,9 (→ n'a pas avancé)

### Boxe
Poids mouche hommes (51 kg)
- Aguibou Barry

- - Premier tour — Défaite contre Hassen Sherif (Éthiopie) après disqualification au deuxième tour

Poids coq hommes (54 kg)
- Samba Jacob Diallo

- - Premier tour — revoir
  - Deuxième tour — Perdu contre Ganapathy Manoharan (Inde) aux points (1-4)

### Judo
- Ibrahim Camara
- Abdoulaye Diallo
- Mamadou Diallo